# Serranus psittacinus
Serranus psittacinus är en fiskart som beskrevs av Valenciennes, 1846. Serranus psittacinus ingår i släktet Serranus och familjen havsabborrfiskar. IUCN kategoriserar arten globalt som livskraftig. Inga underarter finns listade i Catalogue of Life.